# Herb gminy Tarnawatka
Herb gminy Tarnawatka – jeden z symboli gminy Tarnawatka, autorstwa Henryka Seroki, ustanowiony 27 września 2017.

## Wygląd i symbolika
Herb przedstawia na tarczy w polu czerwonym klucz srebrny i takiż miecz ze złotą rękojeścią i jelcem skrzyżowane ze sobą w skos.